# Zastava Rusije
Zastava Rusije, znana tudi kot zastava Ruske federacije, je tribarvnica, sestavljena iz treh enako vodoravnih polj: bela na vrhu, modra na sredini in rdeča na dnu. Zastava je bila prvič uporabljena kot zastava ruskih trgovskih ladij leta 1696.
Zastava je v uporabi ostala do leta 1858, ko je Aleksander II razglasil prvo uradno zastavo Ruskega cesarstva, ki je bila trobojnica, sestavljena iz treh vodoravnih polj: črne na vrhu, rumene na sredini in bele na dnu. Odlok iz leta 1896 je tri barvno zastavo z belo, rdečo in modro barvo ponovno uveljavil kot uradno zastavo Ruskega cesarstva vse do oktobrske revolucije leta 1917.
Po ustanovitvi Ruske socialistične federativne sovjetske republike po boljševiški revoluciji je bila ruska tribarvnica ukinjena, vendar sta njeno uporabo ohranila Belo gibanje in rusko cesarstvo med rusko državljansko vojno v letih 1917–1922. V času obstoja Sovjetske zveze je država uporabljala rdečo zastavo z zlatim srpom in kladivom ter zlato obrobljeno rdečo zvezdo na vrhu, medtem ko je Ruska SFSR (sestavna republika ZSSR) uporabljala pokvarjeno različico z navpično modro črto na dvigalu. Ruska tribarvnica se je vrnila med drugo svetovno vojno, ko jo je uporabljala ruska osvobodilna vojska, ki je kolaborirala z nacistično Nemčijo. 
Med razpadom Sovjetske zveze, po avgustovskem državnem udaru leta 1991, je ruska SFSR sprejela novo obliko zastave, podobno tribarvnici pred oktobrsko revolucijo, ki je bila ukinjena leta 1917. Nova zastava je vsebovala tri barve, ki so bile sestavljene iz bele na vrhu, modre na sredini in rdeče na dnu. Zasnova zastave je ostala enaka do leta 1993, ko je bila prvotna ruska tribarvna zastava v celoti obnovljena kot sedanja zastava po ruski ustavni krizi leta 1993.